# قن الدجاج
خُمُّ الدجاج أو حظيرة الدجاج و يَقُولُ له العامَّة: «قن الدجاج» هو هيكل تُؤوى فيه الدجاج أو الطيور الدجاوزية الأخرى بأمن وأمان. قد يكون القن صناديقًا عِشيَّا ومجثمات في المنزل.

## الخُمُّ والقِنُّ في اللغة
الخُمُّ: قَفَصُ الدجاج؛ قال ابن سيده: أَرى ذلك لخُبثِ رائحَتِه. و هو مَحبس الدجاجِ كما ورد في المعجم الوسيط. في حين أن القِنَّ لم يرد بهذا المعنى بل معناه العَبْدُ الذي كان أَبوه مملوكًا لمواليه. والمصدر من قِنانة.

## الخلافات حول الإسكان
هناك جدل طويل الأمد حول الحاجة الأساسية لخُمّ الدجاج. إحدى الفلسفات، والمعروفة باسم مدرسة الهواء النقي، تنص على أن الدجاج غالبًا ما يكون شديد التحمل ولكن يمكن أن ينخفض تعدادًا بسبب الحبس، ونوعية الهواء الرديئة والظلام، ومن هنا تأتي الحاجة إلى حظيرة عالية التهوية أو مفتوحة الجوانب مع ظروف أشبه بالطبيعة الحرة، حتى في فصل الشتاء. ومع ذلك، يعتقد الآخرون الذين يربون الدجاج، أن الدجاج عُرضة للمرض في الطقس الخارجي ويحتاجون إلى حظيرة بيئية خاضعة للرقابة. وقد أدى ذلك إلى تصميمين لإسكان الدجاج: منازل ذات هواء نقي مع فتحات واسعة، بحيث لا يوجد شيء أكثر من شبكة سلكية بين الدجاج والطبيعة (حتى في فصول الشتاء الشمالية)، أو منازل مغلقة بأبواب ونوافذ وأبواب والتي قد تُغلِق معظم التهوية.

## معرض الصور

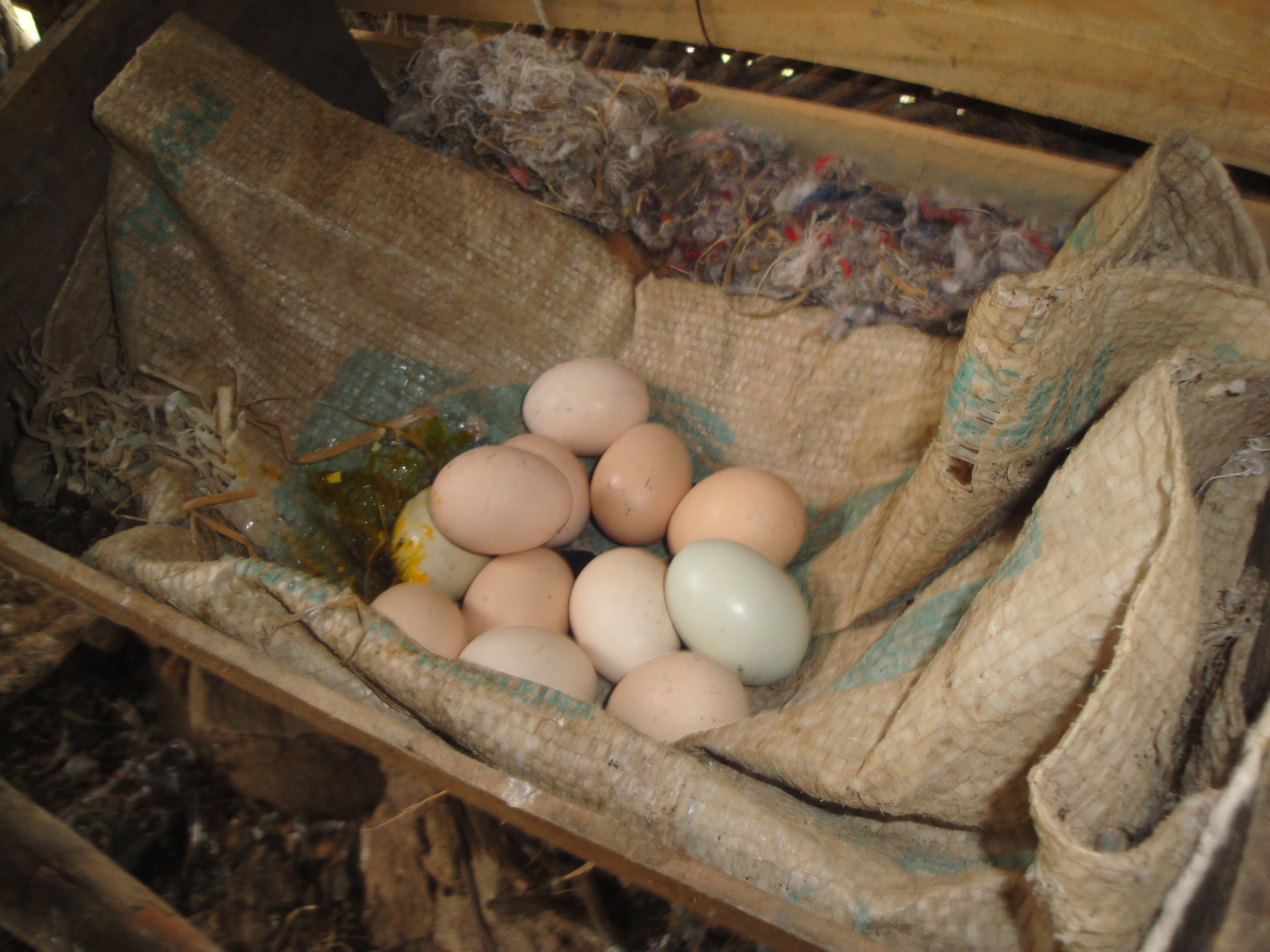
بيض في قن الدجاج.
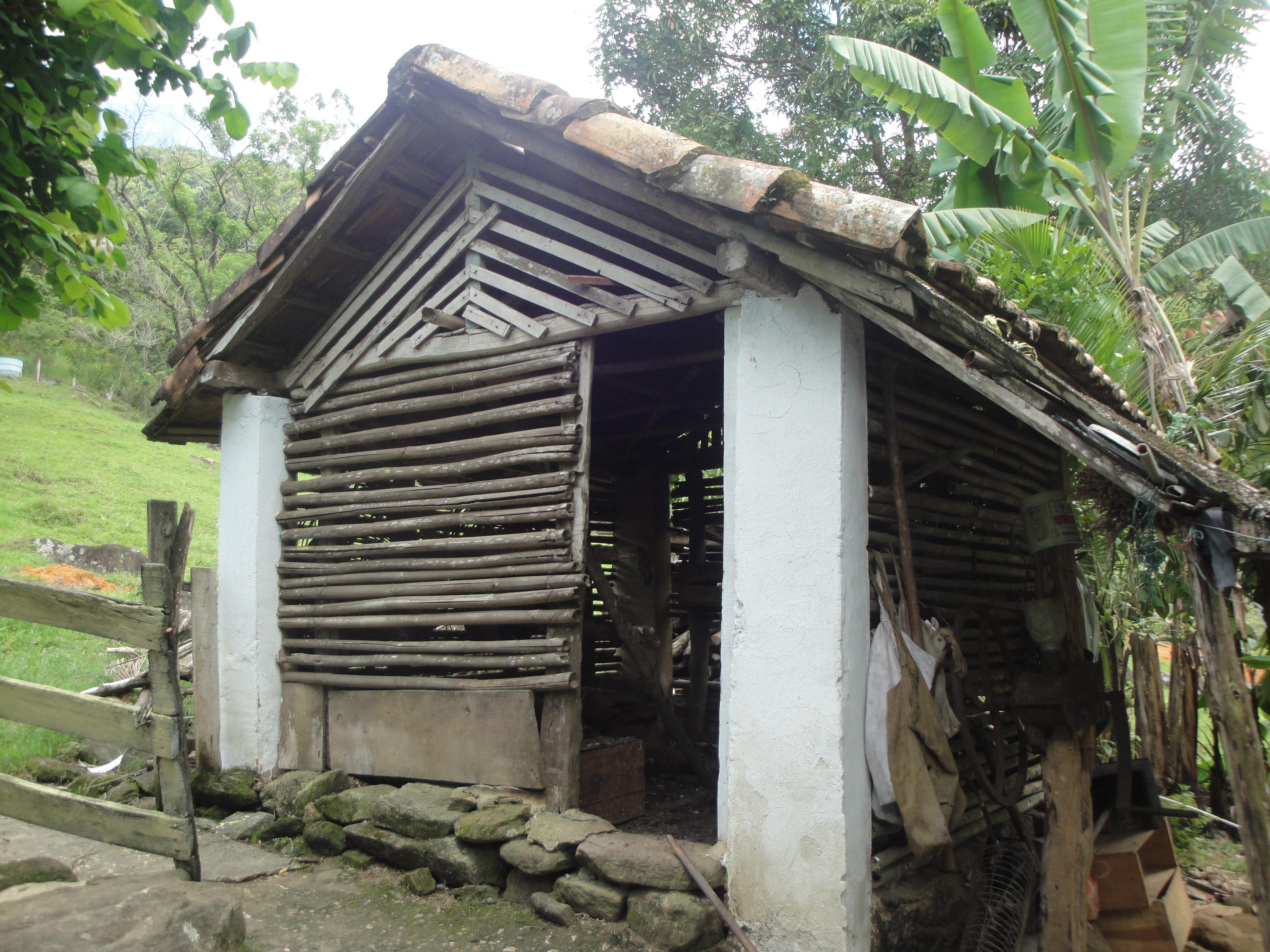
خمٌّ في ملكيَّة صغيرة.
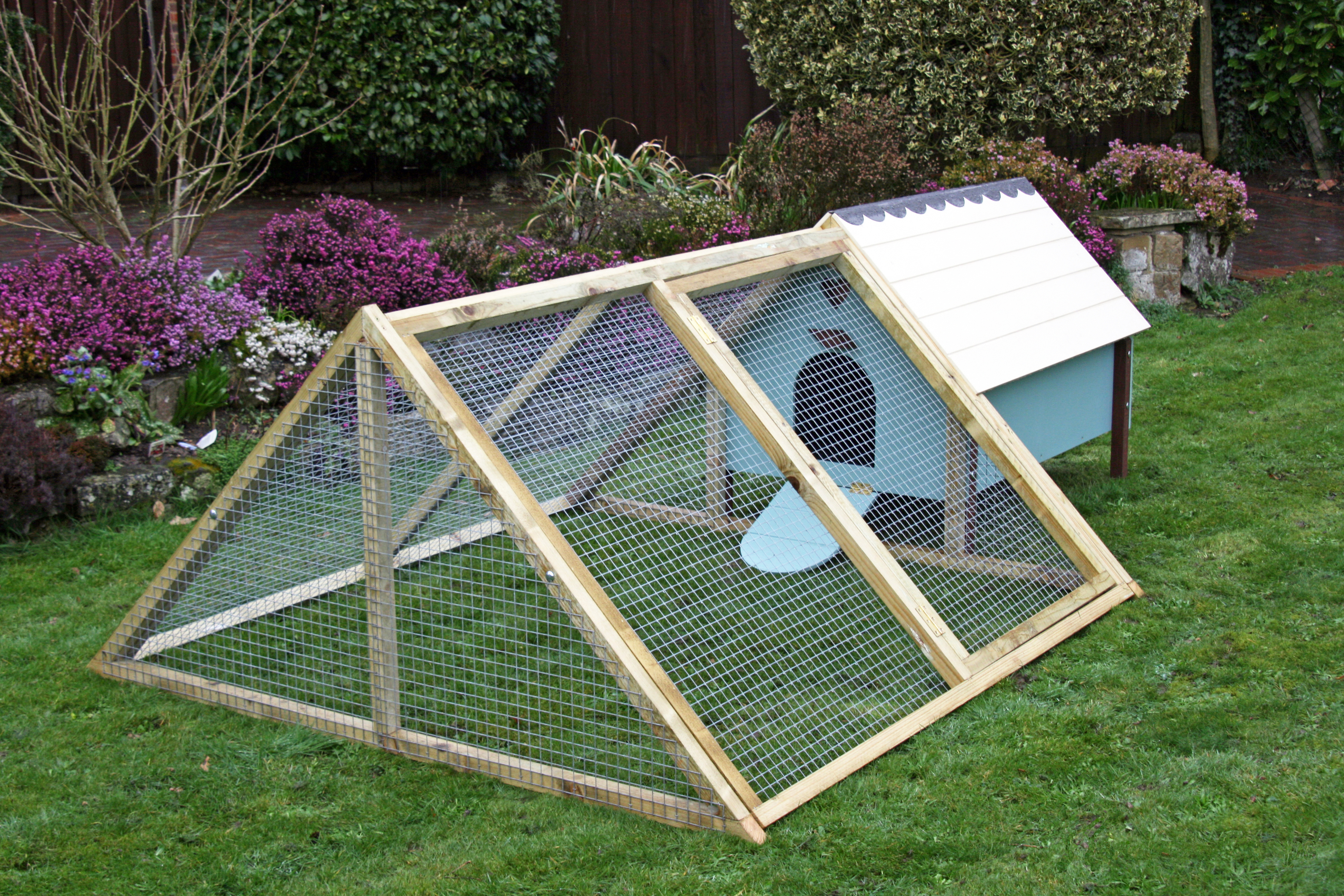
خم مُلصق بإطار مُثلثي.
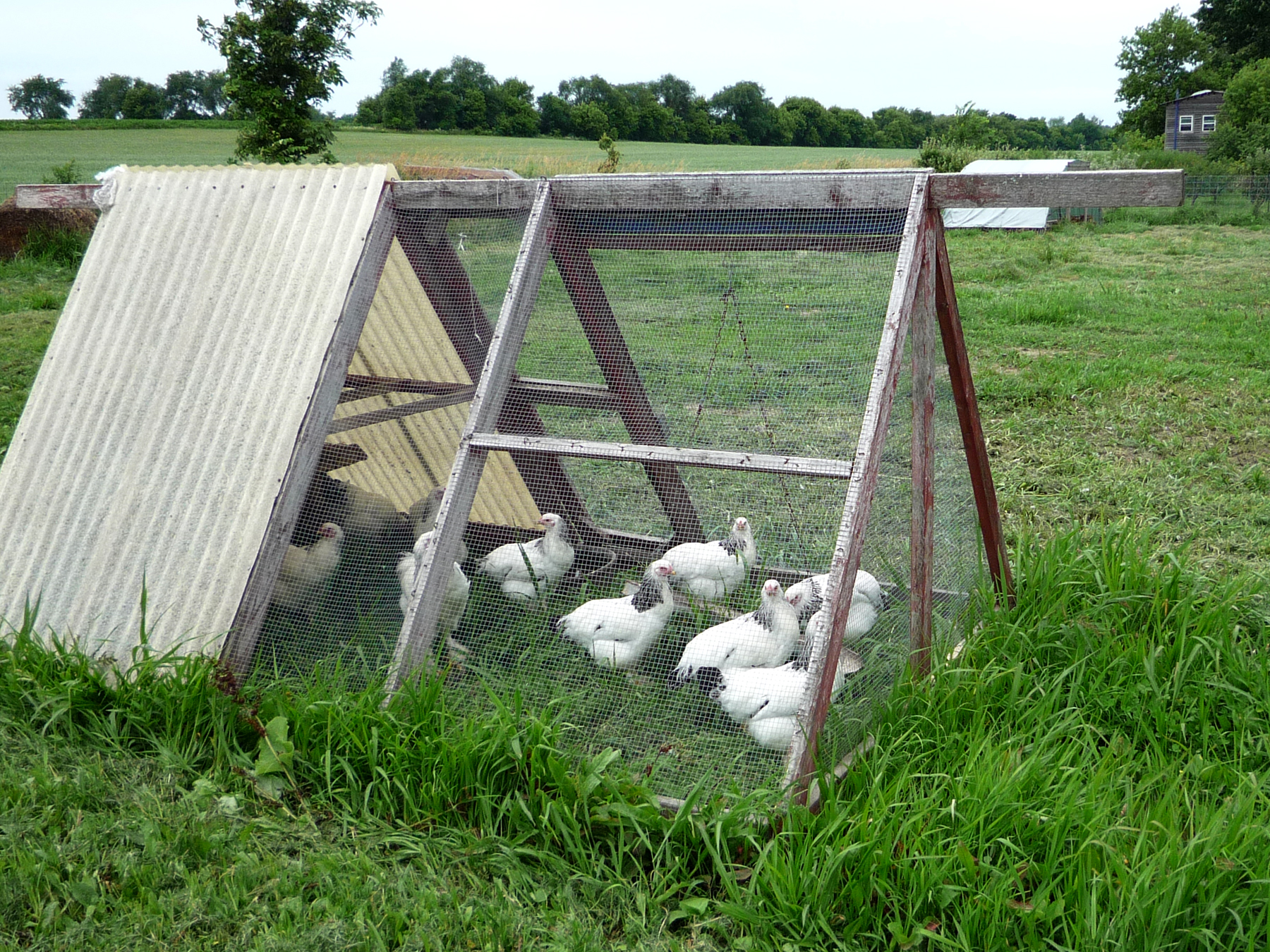
خمٌ يسهل تحريكه، أو يسمى جرار الدجاج (بدون عجلات)، منزل لعدد قليل من الدجاجات.
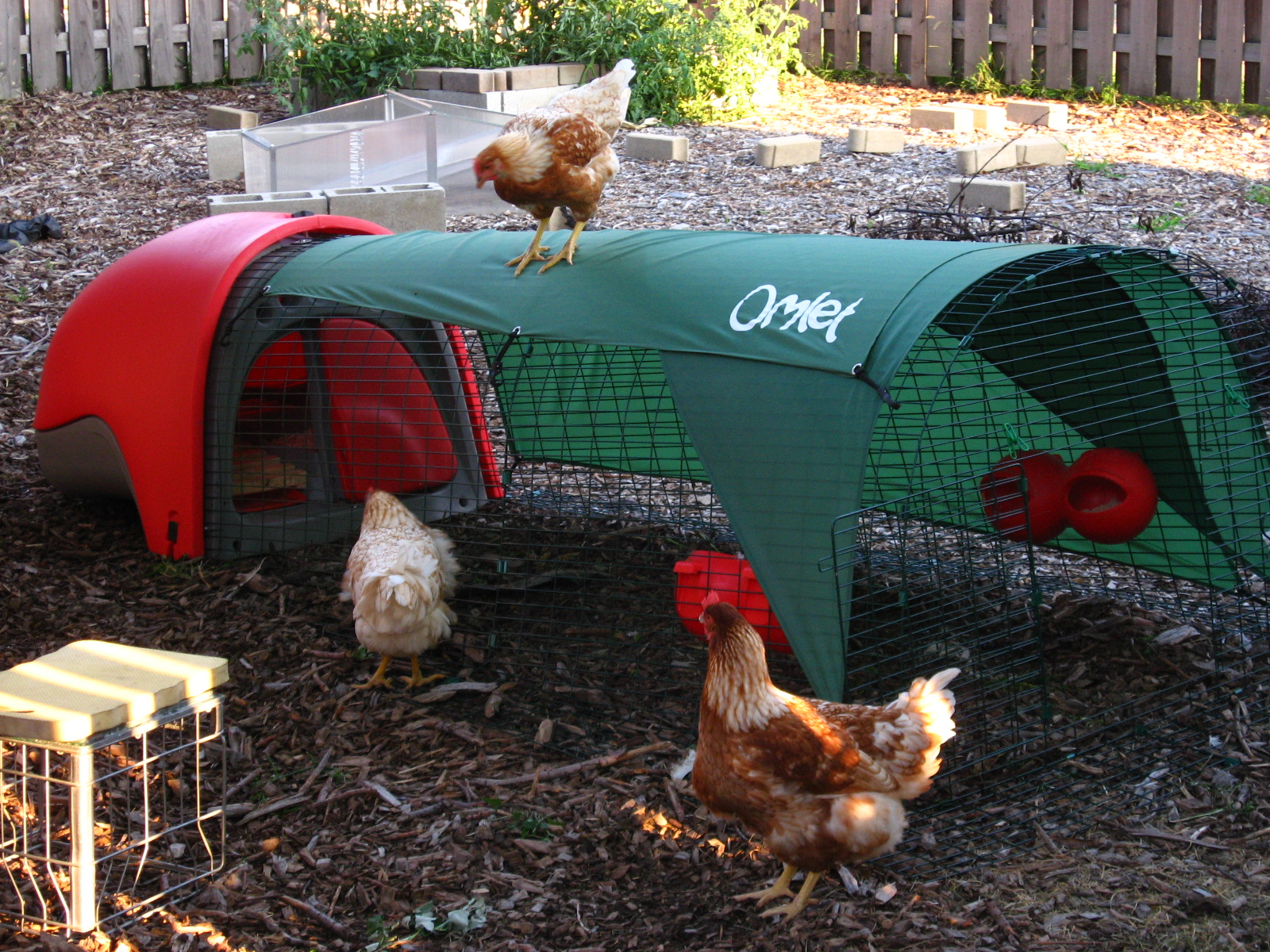
خمٌّ في الفناء الخلفي لشركة إغلو البريطانية.

## طالِع أيضًا
- قفص البطارية
- تربية الدجاج حيوانات أليفة
- تربية الدواجن

## روابط خارجية
- "يلجأ المزيد من الناس إلى الدجاج كحيوانات أليفة". يو إس إيه توداي. 20 يوليو 2007. مؤرشف من الأصل في 2012-03-07.
- "أساسيات تربية الدجاج في الفناء الخلفي". رابطة جامعة مينيسوتا. مؤرشف من الأصل في 2018-06-05.